# Seriefrämjandet Skåne
Seriefrämjandet Skåne (SeF Skåne) är Seriefrämjandets lokalavdelning i Skåne, grundad 1973.

## Historik
Föreningen hette ursprungligen Seriefrämjandets lokalförening Lund/Malmö och gick  i ett antal års tid även under namnet Seriefrämjandets lokalförening Malmö/Lund.
Man gav 1983 ut seriefanzinet Kul. död. samt ett antal nummer av  TOTS (Tidskrift om Tecknade Serier, Seriefrämjandets medlemstidning under åren 1983–86).
Man ägnar sig åt en månatlig mötesverksamhet med föreläsningar och deltar sedan slutet av 1980-talet högst framgångsrikt i seriekunskapstävlingen Comiquiz. Dessutom arrangerar föreningen själva eller i samarbete med andra olika publika serieevenemang. Det innebär bland annat de alternerande biennala seriefestivalerna I Seriernas Värld och AltCom.

## Ordförande
- Caj Byqvist (1973–83)
- Claes Reimerthi (1983–)